# 阿舍韦克新城
阿舍韦克新城（法語：Villeneuve-l'Archevêque，法語發音：[vilnœv laʁʃəvɛk]），又称阿什韦克新城，是法国勃艮第-弗朗什-孔泰大区约讷省的一个市镇，位于该省北部，属于桑斯区。

## 地理
阿舍韦克新城（48°14'8"N, 3°33'21"E）面积6.89 平方千米，位于法国勃艮第-弗朗什-孔泰大區约讷省，该省份为法国中北部内陆省份，西接卢瓦雷省，西北接塞纳-马恩省，南至涅夫勒省，东临科多尔省，东北与奥布省接壤。
与阿舍韦克新城接壤的市镇（或旧市镇、城区）包括：库尔热奈、巴尼欧、弗拉西、莫利农。

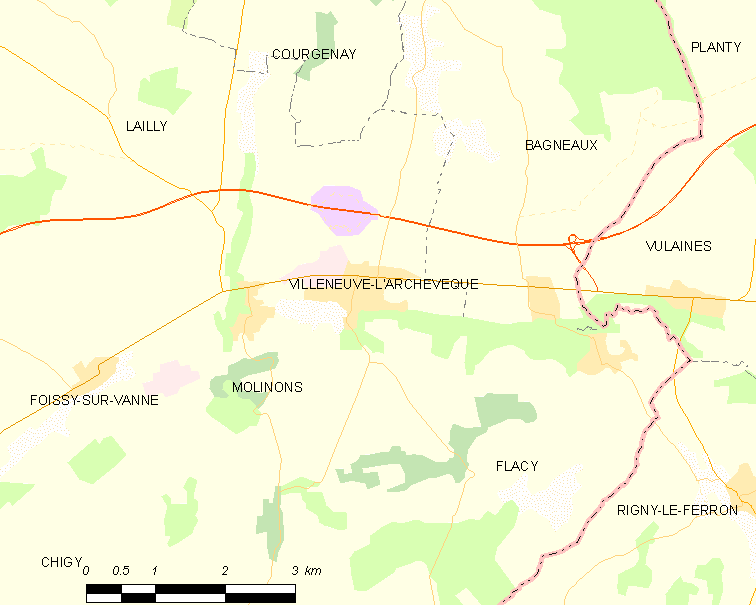
阿舍韦克新城的OSM定位图

阿舍韦克新城的时区为UTC+01:00、UTC+02:00（夏令时）。

## 行政
阿舍韦克新城的邮政编码为89190，INSEE市镇编码为89461。

## 政治
阿舍韦克新城所属的省级选区为阿尔芒松河畔布列农县。

## 人口

1962-2008年间阿舍韦克新城人口变化图示

阿舍韦克新城于2022年1月1日时的人口数量为1111人。